# Henri Veyssade
Henri Veyssade (parfois écrit Henry Veyssade), né le 24 janvier 1908 à Meudon et mort le 10 novembre 1934 à Caen, est un footballeur français. Il joue au poste d'ailier.
Il meurt à 26 ans des suites d'une blessure subie lors d'un match de championnat avec le Stade Malherbe caennais.

## Biographie

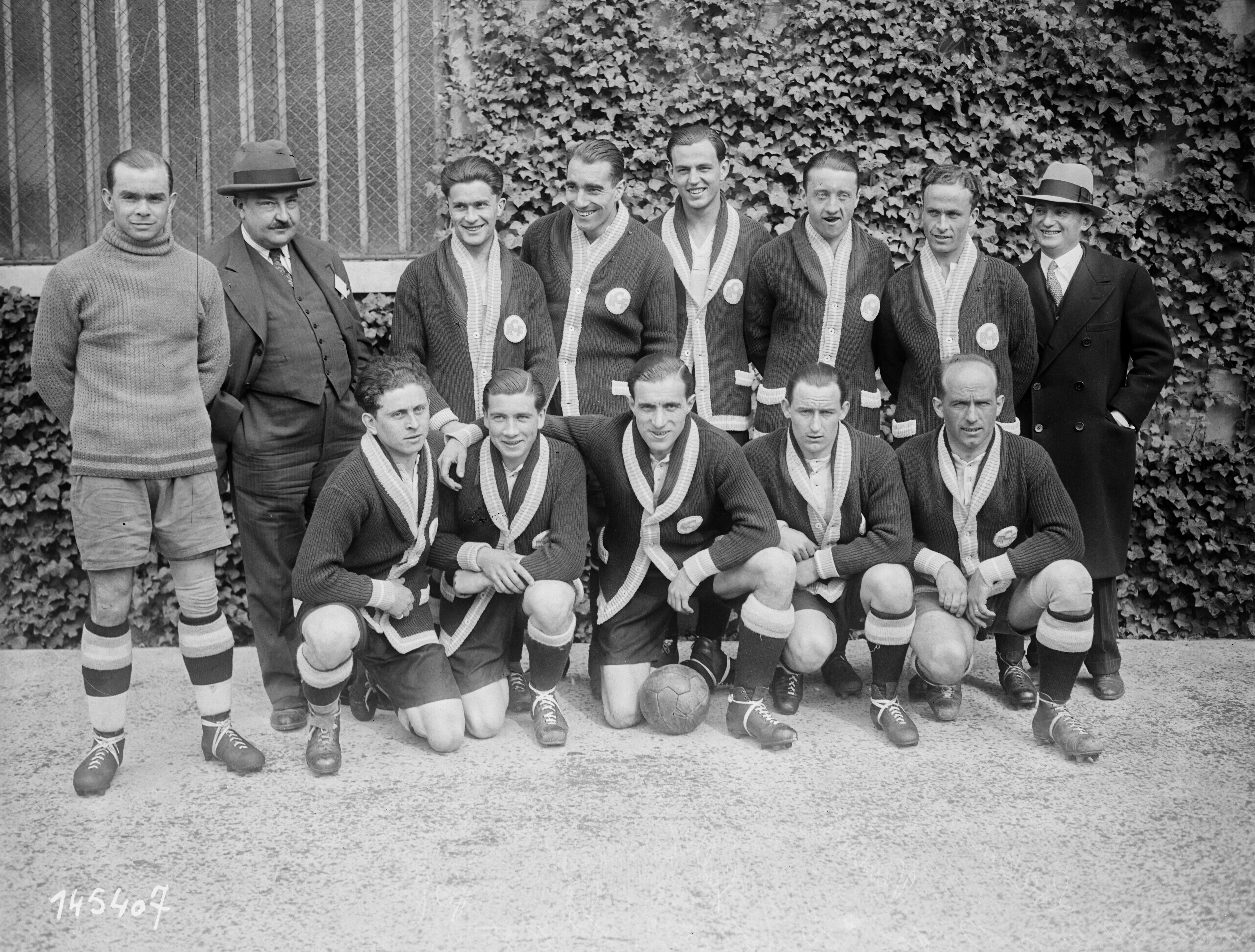
Équipe du Racing Club le jour de la demi-finale de Coupe de France en 1930. Veyssade est le premier assis en partant de la gauche.

Natif de banlieue parisienne, Henri Veyssade est footballeur, au poste d'ailier droit, à l'Étoile sportive de Juvisy-sur-Orge, en championnat de Paris à partir de 1927,. Il y est remarqué par le Racing Club de France, un des principaux clubs franciliens de l'époque, qu'il rejoint en 1929. En 1930 il est titulaire avec son club en finale de la Coupe de France, mais son équipe s'y incline face au FC Sète après prolongation.
Titulaire régulier, il remporte avec le Racing Club le championnat de Paris en 1931 et 1932, et il atteint les demi-finales de la Coupe de France en 1932, où les Parisiens sont battus par l'AS Cannes. Quelques jours plus tard, il se marie à Rolande Mathieu.
En 1932-1933, le Racing fait partie des clubs fondateurs du championnat de France de football mais il semble que Veyssade ne fasse pas partie de l'équipe professionnelle et ne participe qu'aux matchs de gala et de la réserve.
En 1933, Veyssade est recruté par l'AS Saint-Étienne, qui se lance à son tour dans le professionnalisme. Il y joue une saison pleine en Division 2, l'équipe manquant de justesse la promotion en première division.
Il signe alors au Stade Malherbe caennais, qui démarre aussi une section professionnelle. Blessé au pied lors du 3e match de la saison contre la Bastide, le 9 septembre 1934, il entre à l'hôpital quelques jours plus tard et meurt finalement le 10 novembre 1934, victime du tétanos. Sa veuve porte plainte contre le club et la société d'assurance pour faire qualifier le décès en accident du travail, apparemment en vain.

## Statistiques
- 1933-1934 (AS Saint-Étienne) : 17 matchs et 4 buts en D2, 7 matchs et 3 buts en Coupe de France[8]
- 1934 (SM Caen) : 3 matchs en D2